# ليزلي وات
ليزلي وات (بالإنجليزية: Leslie Watt)‏ هو لاعب كرة قدم أسترالية أسترالي، ولد في 9 ديسمبر 1912 في Rochester, Victoria ‏ في أستراليا، وتوفي في 20 يناير 1949 في إتشوكا في أستراليا.

## وصلات خارجية
- ليزلي وات على موقع AustralianFootball.com (الإنجليزية)
- ليزلي وات على موقع AFLtables.com (الإنجليزية)